# Карстен Гук
Карстен Гук (нім. Karsten Huck, 13 листопада 1945) — німецький вершник.
Бронзовий призер Олімпійських Ігор 1988 року в індивідуальному конкурі.
Срібний призер Всесвітніх ігор з кінного спорту 1990 року.